# Bang the Drum Slowly
Bang the Drum Slowly é o mais famoso romance do escritor norte-americano Mark Harris. Foi publicado em 1956. Serviu de base para o filme homônimo em 1973.
O romance é o segundo de uma série de quatro romances escritos por Harris que narra a carreira do jogador de beisebol Henry W. Wiggen. "Bang the Drum Slowly" foi uma sequência de The Southpaw (1953), com "A Ticket for a Seamstitch" (1957) e "It Look Like Like For Ever" ( 1979), completando a tetralogia dos romances de beisebol de Harris.